# 格德潘拉貢山國家公園
6°46′0″S 106°56′0″E / 6.76667°S 106.93333°E

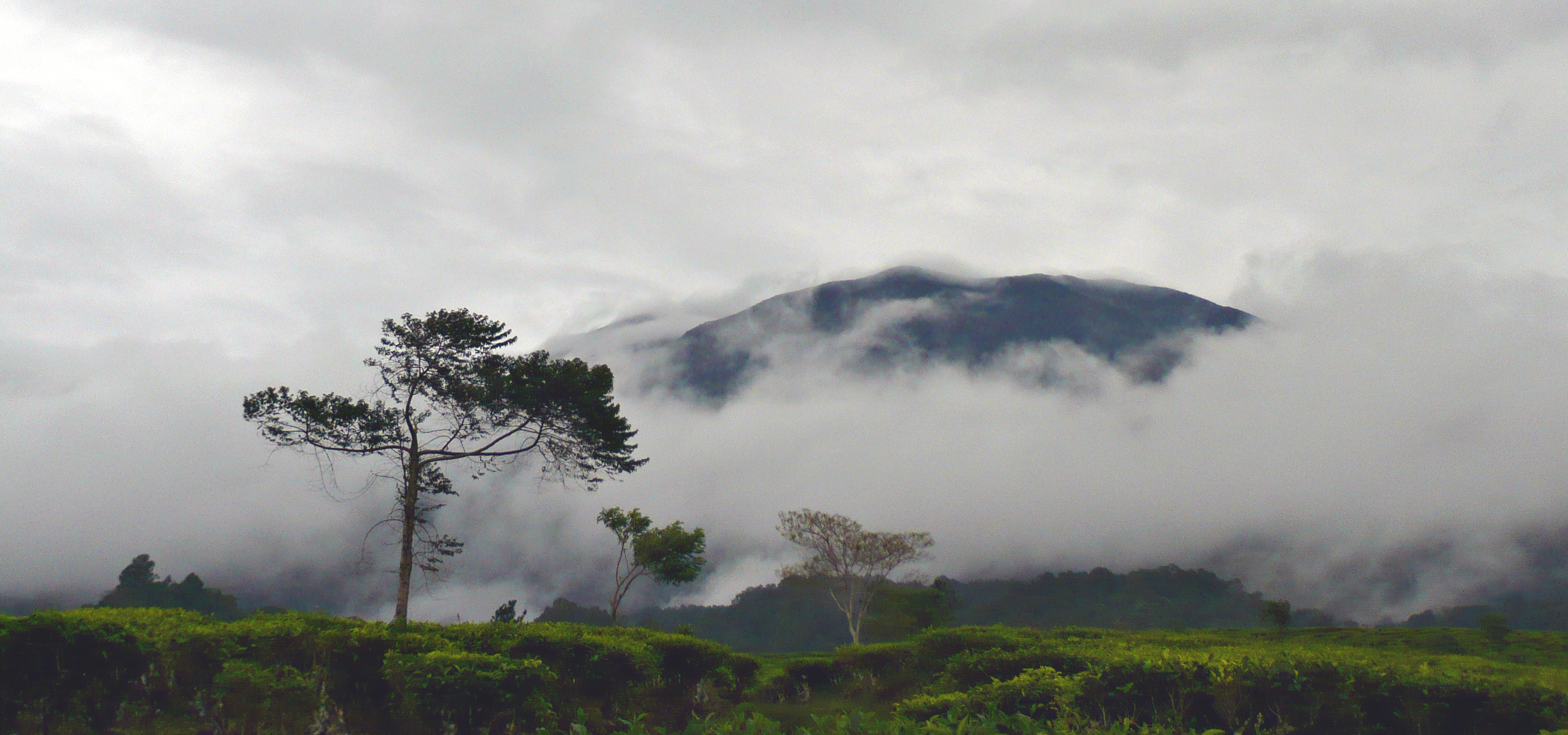

格德潘拉貢山國家公園是印尼的國家公園，位於爪哇島，處於西爪哇省，成立於1980年，面積152平方公里，有爪哇豹、豹貓、赤麂、爪哇鼷鹿、馬來豪豬、黃喉貂等野生動物棲息。